# Stensjön (Långaryds socken, Småland)
Stensjön är en sjö i Hylte kommun i Småland och ingår i Nissans huvudavrinningsområde. Sjön har en area på 0,0773 kvadratkilometer och ligger 135,1 meter över havet.

## Delavrinningsområde
Stensjön ingår i det delavrinningsområde (632681-134452) som SMHI kallar för Utloppet av Jansbergssjön. Medelhöjden är 142 meter över havet och ytan är 8,13 kvadratkilometer. Räknas de 3 avrinningsområdena uppströms in blir den ackumulerade arean 15,65 kvadratkilometer. Skärkeå som avvattnar avrinningsområdet har biflödesordning 2, vilket innebär att vattnet flödar genom totalt 2 vattendrag innan det når havet efter 60 kilometer. Avrinningsområdet består mestadels av skog (80 %). Avrinningsområdet har 0,77 kvadratkilometer vattenytor vilket ger det en sjöprocent på 9,5 %.